# Piotr Grochmalski
Piotr Grochmalski (ur. 22 czerwca 1957 w Zielonej Górze) – polski dziennikarz, korespondent wojenny, politolog, ekspert do spraw bezpieczeństwa i nauczyciel akademicki.

## Życiorys
Ukończył studia dziennikarskie w Instytucie Nauk Politycznych Uniwersytetu im. Adama Mickiewicza w Poznaniu. W 1998 uzyskał na Wydziale Nauk Społecznych UAM stopień doktora na podstawie rozprawy Transformacja systemowa w Czeczenii a kryzys ustrojowy Federacji Rosyjskiej. Na podstawie pracy Kazachstan. Studium politologiczne uzyskał stopień doktora habilitowanego.
Jako dziennikarz pracował w dwutygodniku „Nadodrze” i tygodniku „Wprost”. W pierwszej połowie lat 90. pełnił funkcję redaktora naczelnego tygodnika „Poznaniak”. Współpracował również z „Rzeczpospolitą”, „Głosem Wielkopolski” i Radiem Merkury. Był korespondentem wojennym w Afganistanie, Armenii i Czeczenii. Zasiadał we władzach Wielkopolskiego Oddziału Stowarzyszenia Dziennikarzy Polskich.
W kolejnych latach zaangażował się w działalność naukową. Był adiunktem w Instytucie Politologii Uniwersytetu Mikołaja Kopernika w Toruniu oraz w Wyższej Szkole Dziennikarskiej im. Melchiora Wańkowicza w Warszawie.
Obecnie pracuje w Katedrze Europeistyki na Wydziale Nauk o Polityce i Bezpieczeństwie Uniwersytetu Mikołaja Kopernika w Toruniu i w Instytucie Studiów Strategicznych na Wydziale Bezpieczeństwa Narodowego Akademii Sztuki Wojennej w Warszawie.
Zajmuje się teorią polityki i komunikacji społecznej oraz geopolityką. Jest autorem opracowań poświęconych Rosji, krajom Kaukazu i Azji Centralnej.

## Publikacje
- Czeczenia. Rys prawdziwy, Wrocław 1999
- Kazachstan. Studium politologiczne, Toruń 2006
- Klęska demokracji? Obszar byłego ZSRR, Toruń 2010 (red.)

## Nagrody
- 1996 – Nagroda Stowarzyszenia Dziennikarzy Polskich za Tryptyk o wojnie w Czeczenii („Rzeczpospolita”)[2]